# Josef Reitler
Josef Reitler (* 25. Dezember 1883 in Wien, Österreich-Ungarn; † 12. März 1948 in New York City) war ein österreichischer Musikkritiker und Musikpädagoge.

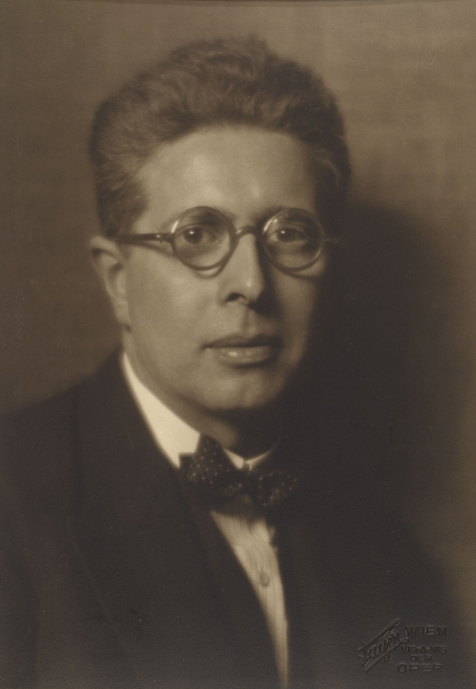
Aufnahme von Georg Fayer (1927)

## Leben
Josef Reitler war der Sohn des Bankiers Robert Reitler (1854–1902) und seiner Frau Eugenie (1858–?), geb. Spitzer, und der Bruder des Wiener Bankiers Emil Reitler (1886–1949). Er wirkte nach privatem Studium von Geige und Klavier in Wien sowie Musiktheorie bei Arnold Schönberg in Berlin (1902–1905) zunächst als Musik- und Theaterkorrespondent für die Berliner Vossische Zeitung in Paris (1905–1907). Anschließend war er als Redakteur und Musikkritiker für die Neue Freie Presse in Wien tätig, nach der „Verabschiedung“ von Julius Korngold (1934), der kurz vor dem Einmarsch Hitlers überstürzt Wien verließ, als deren Hauptmusikreferent (bis 1936). Nebenbei schrieb er als Korrespondent für verschiedene ausländische Zeitungen und verfasste einige Libretti. 1915 wurde er zum Direktor des Neuen Wiener Konservatoriums ernannt. Diesem verhalf er mit langjährigem Engagement und Geschick zu Aufschwung, hohem Niveau und breiter Reputation.
1920 gehörte Josef Reitler gemeinsam mit Hugo von Hofmannsthal, Max Reinhardt und Richard Strauss zu den Begründern der Salzburger Festspiele.
Seiner jüdischen Herkunft wegen wurde er nach dem „Anschluss“ Österreichs im März 1938 als Konservatoriumsleiter entlassen, die Musiklehranstalt wenige Monate später geschlossen und damit sein Lebenswerk zerstört. Noch im selben Jahr musste Reitler in die USA emigrieren, wo er von 1940 bis 1945 das Opera Department des New York College of Music leitete. Am New York Hunter College, an welchem er Harmonielehre und Kontrapunkt unterrichtete, gründete er 1945 schließlich zusammen mit Fritz Stiedry und Lothar Wallerstein einen Opera Workshop.
Josef Reitler, Freund von Lotte Lehmann, Gustav Mahler, Elisabeth Schumann und Bruno Walter, verstarb im 65. Lebensjahr im März 1948 in New York.

## Werke
Libretti:
- Matteo Testi. Musikalische Komödie. Musik: Karl Auderieth
- Die silberne Flöte. Komische Oper in drei Akten. Text gemeinsam mit Ignaz Michael Welleminsky. Musik: Max von Oberleithner.

Schriften
- 25 Jahre Neues Wiener Konservatorium 1909–1934. Neues Wiener Konservatorium, Wien 1934.